# Swid
Der Swid (russisch Свидь) ist ein Fluss im Kargopolski rajon im Südwesten der Oblast Archangelsk in Nordwestrussland.
Der Fluss verbindet den Woschesee mit dem nördlich gelegenen Latschasee und liegt im Einzugsgebiet der Onega. Die Länge des Swid beträgt 64 km, sein Einzugsgebiet umfasst 6850 km².
Der Swid hat seinen Ursprung im Woschesee an der Grenze zur Oblast Wologda. Von dort fließt er in nördlicher Richtung durch gering besiedeltes Gebiet. An seinem Oberlauf variiert seine Flussbreite zwischen 40 und 120 m. An seinem Ufer erstrecken sich Sumpfgebiete und Wälder.
Am Mittellauf werden seine Ufer steiniger. Es treten kleinere Stromschnellen auf. Die Flussbreite verringert sich auf 10 bis 15 m. Die Fließgeschwindigkeit erhöht sich in diesem Flussabschnitt.
Am Unterlauf verringert sich die Fließgeschwindigkeit wieder. Er mündet schließlich in das südliche Ende des Latschasees, welcher von der Onega zum Weißen Meer hin entwässert wird.